# Große Nachthut
Koordinaten: 51° 41′ 29″ N, 11° 33′ 22″ O
Die Große Nachthut ist ein Naturschutzgebiet in der Stadt Aschersleben im Salzlandkreis in Sachsen-Anhalt.
Das Naturschutzgebiet mit dem Kennzeichen NSG 0075 ist 7,64 Hektar groß. Es ist Bestandteil des FFH-Gebietes „Trockenhänge im Wippertal bei Sandersleben“. Das Gebiet steht seit dem 1. Mai 1961 unter Schutz (Datum der Verordnung: 30. März 1961). Zuständige untere Naturschutzbehörde ist der Salzlandkreis.
Das Naturschutzgebiet liegt zwischen Sandersleben (Anhalt) und Freckleben an dem zum Tal der Wipper abfallenden Hang der Sanderslebener Höhe. Es stellt einen in nordwestliche bis nordöstliche Richtungen exponierten Muschelkalk-Steilhang unter Schutz, auf dem ein Hangwaldrest stockt, der früher als Niederwald genutzt wurde. Die Waldgesellschaft ist im Seitental in Nordwestexposition als Waldlabkraut-Traubeneichen-Heinbuchenwald mit Winterlinde, in Nordostexposition zum Tal der Wipper als Hainbuchen-Feldulmen-Hangwald ausgebildet. Die Feldulme kommt hier wegen des Ulmensterbens allerdings meist nur strauchförmig vor. Die Krautschicht der Wälder wird u. a. von Goldnessel, Waldflattergras und Mittlerem Lerchensporn gebildet. Dazu gesellen sich Knoblauchsrauke und Ruprechtskraut, wobei diese Pflanzen auf Nährstoffeintrag von den Ackerflächen auf der Sanderslebener Höhe hindeuten.
An den Oberhangkanten stockt ein schmaler Saum eines Elsbeeren-Eichenwaldes mit Feldahorn. Die Strauchschicht wird u. a. von Purgier-Kreuzdorn und Schlehdorn, die Krautschicht u. a. von Blaurotem Steinsame, Türkenbundlilie und Geflecktem Aronstab gebildet wird. Der Saum wird von einer Staudenflur mit Blutstorchenschnabel, Hirschwurz, Diptam, Schwalbenwurz und Breitblättrigem Laserkraut gebildet. Schließlich sind eine verbuschte Streuobstwiese und mesophiles Grünland in das Naturschutzgebiet einbezogen.
Im Naturschutzgebiet brüten rund fünfzig Vogelarten, darunter Rot- und Schwarzmilan, Habicht, Kleinspecht, Wendehals, Neuntöter, Nachtigall, Pirol, Goldammer, Gartenrotschwanz und Schwanzmeise.
Auf der Plateaufläche der Sanderslebener Höhe schließen sich überwiegend Äcker an das Naturschutzgebiet an.